# Espagne au Concours Eurovision de la chanson 2016
L'Espagne a confirmé participation au Concours Eurovision de la chanson 2016 à Stockholm en Suède le 14 septembre 2015. Le pays est représenté par Barei et sa chanson Say Yay!, sélectionnées via l'émission Objetivo Eurovisión.

## Objetivo Eurovisión
La TVE annonça, le 18 décembre 2015, qu'une finale nationale serait organisée afin de déterminer le représentant de l'Espagne à l'Eurovision.       Il fut annoncé que six chansons seront en lice pour la victoire.
Les artistes qui concourront pour la victoire furent annoncées le 29 décembre 2015, de façon succincte. Les chansons ont été présentées le 20 janvier 2016. La finale de cette sélection nationale sera diffusée le 1er février 2016. Le vainqueur de cette sélection sera sélectionné par une combinaison d'un télévote et d'un panel de jury national et international. En plus des chansons en lices, plusieurs anciens compétiteurs de la finale nationale en 2014 seront invités à chanter également. Parmi eux se trouvent Brequette, Jorge González et Coral Segovia. La représentante espagnole de 2015, Edurne, sera également invitée, ainsi que le groupe D'NASH qui représenta l'Espagne en 2007.
| Ordre | Artiste          | Chanson             | Traduction           | Langue                      | Jury international | Jury national | Jury national | Jury national | Télévote | Total | Place |
| Ordre | Artiste          | Chanson             | Traduction           | Langue                      | Jury international | Loreen        | Edurne        | C. Marín      | Télévote | Total | Place |
| ----- | ---------------- | ------------------- | -------------------- | --------------------------- | ------------------ | ------------- | ------------- | ------------- | -------- | ----- | ----- |
| 2     | Barei            | Say Yay!            | Dis yay              | Anglais                     | 30                 | 12            | 12            | 12            | 48       | 114   | 1     |
| 6     | Electric Nana    | Now                 | Maintenant           | Anglais, espagnol, français | 15                 | 8             | 8             | 7             | 28       | 66    | 5     |
| 5     | María Isabel     | La vida sólo es una | La vie est unique    | Espagnol                    | 18                 | 5             | 7             | 6             | 32       | 68    | 4     |
| 1     | Maverick         | Un mundo más feliz  | Un monde plus joyeux | Espagnol                    | 21                 | 7             | 6             | 8             | 24       | 66    | 6     |
| 4     | Salvador Beltrán | Días de alegría     | Jours d'allégresse   | Espagnol                    | 36                 | 6             | 5             | 5             | 20       | 72    | 3     |
| 3     | Xuso Jones       | Victorious          | Victorieux           | Anglais                     | 24                 | 10            | 10            | 10            | 40       | 94    | 2     |

## À l'Eurovision
En tant que membre du Big 5, l'Espagne participe directement à la finale du 14 mai 2016. Elle termine 22e avec 77 points.